# Мемориал Василию Слипаку
Мемориал Василию Слипаку (укр. Меморіал Василю Сліпаку) — ныне утраченный памятный знак в честь украинского бас-баритона Василия Слипака, застреленного снайпером в 2016 году в ходе войны на Донбассе. Василий Слипак получил известность в 90-х годах XX века, и его считали одним из величайших бас-баритонов своего поколения.
Памятник был установлен в августе 2019 года неподалёку от пгт Мироновский и посёлка Луганское в Бахмутском районе Донецкой области Украины, а затем неоднократно разрушался российскими солдатами.
Монумент представлял собой пьедестал, на котором расположена стела в форме креста.

## История

### Создание
16 августа 2019 года командование 30-й отдельной механизированной бригады имени князя Константина Острожского вместе с художником-волонтёром Ганжой Олегом Владимировичем, при содействии волонтёров Хрипуна Олега Алексеевича и Гаврилюка Александра Николаевича, установили мемориал в Донецкой области.
Монумент состоял из постамента на котором был расположен крест. Проектированием и изготовлением памятника занимались художники Олег Ганжа и Владимир Ганжа.

### Вандализм
В начале марта 2022 года, на фоне полномасштабной российской агрессии, украинские военные отступили с территории где был расположен памятник. 7 марта в российска газета «Правда» сообщила об уничтожении мемориала. Но уже спустя несколько дней, после возврата контроля Украиной, украинские военные 30-й отдельной механизированной бригады имени князя Константина Острожского смогли восстановить памятник, и он снова возвышался без единой царапины.
10 июля 2022 года россияне уничтожили мемориал в очередной раз. Акт вандализма был совершён всего спустя пару дней после годовщины смерти Слипака. Была разрушена и частично украдена стела. Факт уничтожения мемориала попал на видео, где несколько мужчин, идентифицированных советником мэра Мариуполя как российские военные, сначала пытаются разрушить мемориал, затем несут крест от памятника в багажник автомобиля, а их сообщники выбрасывают пьедестал памятника в овраг.
Своё возмущение фактом варварского уничтожения памятника выразил Всемирный конгресс украинцев. Умышленность разрушения мемориала была отмечена в отчёте Европейского парламента о «Русской культурной войне против Украины»:

Неясно, была ли стрельба по памятнику известному украинскому поэту Тарасу Шевченко на Бородянке под Киевом целенаправленной. Однако достоверно известно, что в июле 2022 года группа россиян разрушила памятник Василию Слипаку, украинскому оперному певцу, известному своими выступлениями в Опере Бастилии в Париже.

### Призывы воссоздания мемориала
Французские официальные лица в ответ на разрушение мемориала на Украине потребовали установить мемориал в Париже. О надобности восстановления написали музыкальные сообщества Франции (на страницах «Radio Classique»), Великобритании (на страницах «Classic FM») и прочие музыкальные СМИ. Установку мемориала вместо разрушенного предложила французский сенатор по охране окружающей среды Мелани Фогель. Как отметил французский политик, депутат Европарламента от социалистов и кинорежиссёр-документалист Рафаэль Глюксманн: 

Один из способов противостоять российскому видению — это сказать им, что за каждый разрушенный ими памятник мы построим новый. И я думаю, что было бы очень хорошей идеей поставить памятник Василию Слипаку напротив Дворца Гарнье или Оперы Бастилии, символических мест музыки и искусства.